# سان أنطونيو إكسبريس نيوز
سان انطونيو اكسبرس نيوز هي صحيفة يومية في سان أنطونيو، بتكساس، الولايات المتحدة الأمريكية. تحتل المرتبة الرابعة كرابع أكبر جريدة في ولاية تكساس من حيث التداول، وتعد واحدا من مصادر الأخبار الرائدة في الولايات المتحدة وجنوب تكساس على الخصوص، لها مجموعة من المكاتب في أوستن، براونزفيل، اريدو، ومكسيكو سيتي. وتعود ملكية اكسبرس نيوز لشركة هيرست.

## لمحة تاريخية
تعتبر سان أنطونيو إكسبريس نيوز من أقدم وسائل النشر والإعلام المكتوبة في تكساس، حيث نشرت العدد الأول لها في عام 1865 باعتبارها أسبوعية في ذلك الوقت.

## انظر ايضًا
- إعلام
- تكساس

## وصلات خارجية
- الموقع الرسمي